# Hella (Islande)
Pour les articles homonymes, voir Hella.
Hella est une localité islandaise de la municipalité de Rangárþing ytra située au sud de l'île, au bord du fleuve Ytri-Rangá, dans la région de Suðurland. En 2011, le village comptait 781 habitants.
Elle se trouve à une distance de 94 km à l'est de Reykjavik sur la route 1 et au sud du volcan Hekla.
De là, il est possible de faire des excursions dans les régions du Landmannalaugar ou Þórsmörk.